# BAC Strikemaster
 (février 2016).
Si vous disposez d'ouvrages ou d'articles de référence ou si vous connaissez des sites web de qualité traitant du thème abordé ici, merci de compléter l'article en donnant les références utiles à sa vérifiabilité et en les liant à la section « Notes et références ».
Le BAC 167 Strikemaster est un avion militaire à réaction développé par le Royaume-Uni dans la seconde moitié des années 1960. C'est en fait une évolution du BAC Jet Provost, initialement destinée à des missions d'attaque au sol ou de lutte anti-insurrectionnelle, mais également utilisée pour l'entraînement avancé. Le Strikemaster a été construit à pratiquement 150 exemplaires, tous exportés vers une dizaine de pays différents. Un certain nombre étaient encore en service en 2007, notamment en Équateur ou utilisés par des opérateurs privés.

## Conception

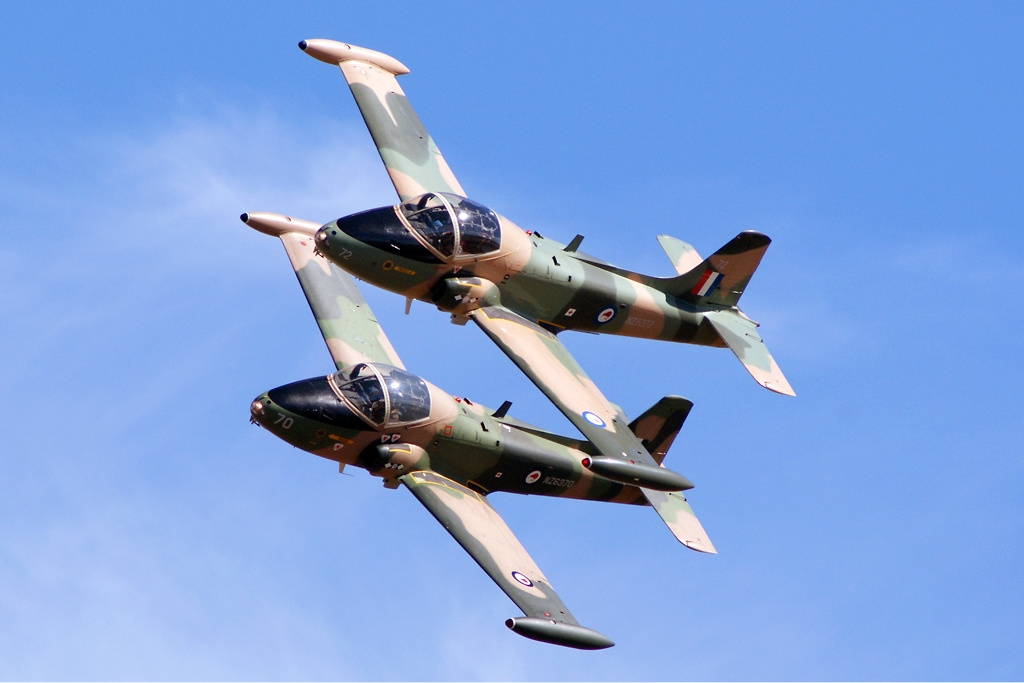
Deux Strikemaster Mk88 aux couleurs néo-zélandaises.

Le Strikemaster a été conçu à partir du Jet Provost T.5 avec une structure renforcée, un blindage, un turboréacteur plus puissant et huit points d'emport d'armement sous les ailes. Deux mitrailleuses de 7,62 mm pouvaient être installées, tandis que l'avionique était elle aussi améliorée. Le premier prototype fit son vol inaugural le 26 octobre 1967 et les commandes à l'export ne tardèrent pas à être signées.
Chaque pays acquéreur reçut une version spécifique de l'avion. En 1975, Oman revendit 5 avions d'occasion à Singapour. Les derniers construit jusqu'en 1983 sont dix Strikemaster Mk.90 commandés par le Soudan, ils furent placés sous embargo par le gouvernement britannique, avant d'être finalement livrés à l'Équateur (6 avions) et à Oman (1 avion). Le Botswana commença à recevoir des Strikemaster d'occasion reconditionnés en 1987, dont deux furent par la suite transférés à la Côte d'Ivoire.
Dans les années 1980, les Strikemaster néo-zélandais ont commencé à montrer des signes de fatigue structurelle au niveau des ailes, avant de finir par être temporairement interdits de vol en 1985. Au moins six avions ont reçu de nouvelles ailes peu après, mais à cause de nouveaux problèmes, tous les Strikemaster ont été réformés et remplacés par des Aermacchi MB-339 au début des années 1990.

## Engagements
Le Strikemaster était capable d'opérer à partir de terrains mal préparés, et disposait de sièges éjectables fonctionnant même à basse altitude, ce qui lui valut d'être largement utilisé par des pays du tiers-monde. Toutefois, la découverte de criques de fatigue structurelle sur les avions de la Nouvelle-Zélande a entraîné des restrictions d'utilisation militaire chez la plupart des clients ayant acheté l'appareil. La plupart de ces appareils, alors retirés du service, ont fini dans des musées ou des collections privées.
Le Strikemaster a été engagé à de nombreuses reprises par la force aérienne royale d'Oman, lors de la Guerre du Dhofar entre 1970 et 1975. Il y a fait notamment une apparition remarquée en fournissant un appui aérien rapproché pendant la bataille de Mirbat. Trois avions auraient été perdus lors de ces opérations, dont l'un aurait été touché par un missile sol-air portatif SA-7.
Les avions de la force aérienne équatorienne ont participé à la guerre du Cenepa, un bref conflit frontalier l'Équateur et le Pérou en 1995. Ils y ont essentiellement effectué des sorties d'attaque et de pilonnage des positions péruviennes.

## Accidents
Le 25 mars 2009, un Strikemaster équatorien s'est écrasé au cours d'une mission d'entraînement aux abords de la frontière nord du pays, près de la Colombie. Les deux membres d'équipage se sont bien éjectés, mais le pilote est décédé pendant son sauvetage. En effet, lorsque l'équipe de sauvetage arrive pour hélitreuiller le pilote, Rafael Durango, le câble qui doit remonter le pilote et son sauveteur vers l'hélicoptère casse, et tous les deux font une chute mortelle vers le sol. Pour la force aérienne du pays, c'est une semaine chargée en malchance, car moins d'une semaine avant, un Beechcraft 200 s'est écrasé à l'entraînement dans un immeuble d'habitations et a tué 9 personnes (7 occupants de l'avion et 2 civils extérieurs).

## Variantes
- Mk.80 : version destinée à l'Arabie saoudite (47 exemplaires) ;
- Mk.81 : version destinée au Sud Yémen (4 exemplaires) ;
- Mk.82 : version destinée à Oman (au moins 12 exemplaires) ;
- Mk.83 : version destinée au Koweït ;
- Mk.84 : version destinée à Singapour (16 exemplaires) ;
- Mk.87 : version destinée au Kenya ;
- Mk.88 : version destinée à la Nouvelle-Zélande (16 exemplaires) ;
- Mk.89 : version destinée à l'Équateur (8 exemplaires) ;
- Mk.89A : seconde série pour l'Équateur (6 ou 8 exemplaires) ;
- Mk.90 : version initialement destinée au Soudan (10 exemplaires).

## Utilisateurs
- Arabie saoudite (de 1968 à ?)

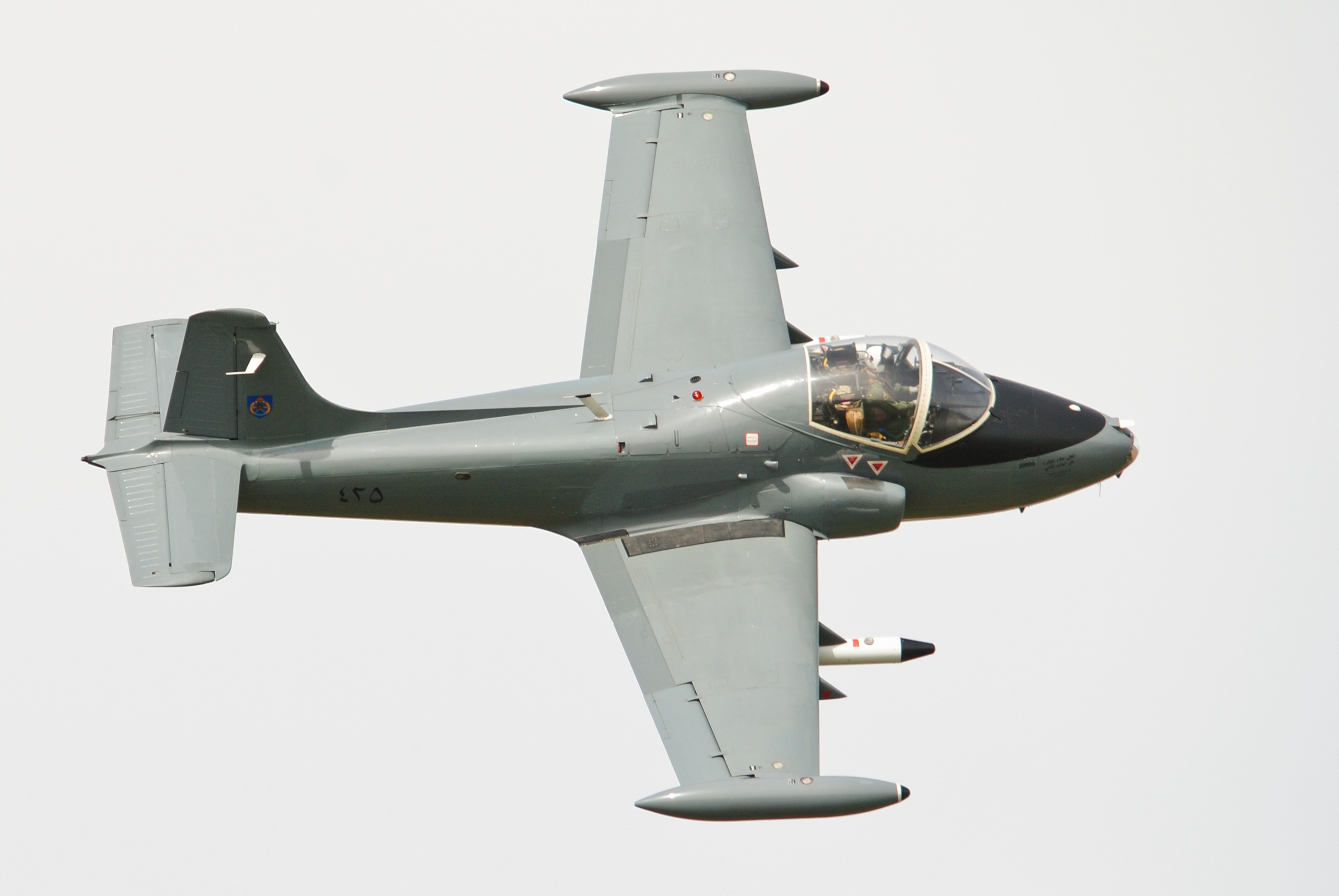
Un BAC 167 Strikemaster Mk.82A aux couleurs de la force aérienne du Sultanat d'Oman au Shoreham Airshow 2013.

- Botswana (de 1987 à 1997 des Mk 83 koweïtiens et des Mk 87 kényans de seconde main)
- Côte d'Ivoire (depuis 2003 ex-Botswana, un détruit par l'armée française le 6 novembre 2003)
- Équateur (depuis 1972)
- Kenya (?)
- Koweït (de 1970 à 1985)
- Nouvelle-Zélande (de 1972 à 1992)
- Oman (1969 à 2001)
- Singapour (de 1969 à ?)
- Yémen du Sud (de 1970 à ?)